# Ognes (Marne)
Ognes| é uma comuna francesa na região administrativa de Grande Leste, no departamento de Marne. Estende-se por uma área de 7,79 km². Em 2010 a comuna tinha 63 habitantes (densidade: 8,1 hab./km²).